# Luís Felipe Dias do Nascimento
Luís Felipe Dias do Nascimento (San Paolo, 8 aprile 1991) è un ex calciatore brasiliano, di ruolo difensore.

## Caratteristiche tecniche
È un terzino destro.

## Carriera

### Club
Cresciuto nelle giovanili del Palmeiras, ha esordito in prima squadra il 24 ottobre 2010 in un match perso 1-0 contro il Corinthians.

## Statistiche

### Presenze e reti nei club
Statistiche aggiornate al 7 luglio 2017.
| Stagione        | Squadra         | Campionato      | Campionato | Campionato | Coppe nazionali | Coppe nazionali | Coppe nazionali | Coppe continentali | Coppe continentali | Coppe continentali | Altre coppe | Altre coppe | Altre coppe | Totale | Totale | Totale |
| Stagione        | Squadra         | Comp            | Pres       | Reti       | Comp            | Pres            | Reti            | Comp               | Pres               | Reti               | Comp        | Pres        | Reti        | Pres   | Reti   |        |
| --------------- | --------------- | --------------- | ---------- | ---------- | --------------- | --------------- | --------------- | ------------------ | ------------------ | ------------------ | ----------- | ----------- | ----------- | ------ | ------ | ------ |
| 2010            | Palmeiras       | A+PAU           | 5+0        | 0          | CB              | 0               | 0               |                    | -                  | -                  |             | -           | -           | 5      | 0      |        |
| 2011            | Palmeiras       | A+PAU           | 0+1        | 0          | CB              | 0               | 0               |                    | -                  | -                  |             | -           | -           | 1      | 0      |        |
| lug.-nov. 2011  | Bragantino      | B+PAU           | 10+0       | 3+0        | CB              | 0               | 0               |                    | -                  | -                  |             | -           | -           | 10     | 3      |        |
| feb.-apr. 2012  | Mogi Mirim      | D+PAU           | 0+8        | 0          | CB              | 0               | 0               |                    | -                  | -                  |             | -           | -           | 8      | 0      |        |
| meg.-ago. 2012  | Boa Esporte     | B+MIN           | 6+0        | 0          | CB              | 0               | 0               |                    | -                  | -                  |             | -           | -           | 6      | 0      |        |
| gen.-giu. 2013  | Penapolense     | D+PAU           | 0+17       | 0          | CB              | 0               | 0               |                    | -                  | -                  |             | -           | -           | 17     | 0      |        |
| 2013-2014       | Palmeiras       | B+PAU           | 23+0       | 1+0        | CB              | 2               | 0               |                    | -                  | -                  |             | -           | -           | 25     | 1      |        |
| ago.-nov. 2014  | Criciúma        | A+CAT           | 10+0       | 1+0        | CB              | 0               | 0               | CS                 | 2                  | 0                  |             | -           | -           | 12     | 1      |        |
| gen.-giu. 2015  | Joinville       | A+CAT           | 0+8        | 0          | CB              | 1               | 0               |                    | -                  | -                  |             | -           | -           | 9      | 0      |        |
| 2015-gen. 2016  | Paysandu        | B+PAE           | 7+0        | 0          | CB              | 0               | 0               |                    | -                  | -                  |             | -           | -           | 7      | 0      |        |
| gen.-giu. 2016  | Rio Claro       | PAU             | 0+12       | 0          | CB              | 0               | 0               |                    | -                  | -                  |             | -           | -           | 12     | 0      |        |
| 2016-gen. 2017  | Oeste           | B+PAU           | 2+0        | 0          | CB              | 0               | 0               |                    | -                  | -                  |             | -           | -           | 2      | 0      |        |
| gen.-giu. 2017  | Vitória Setúbal | PL              | 2          | 0          | TP+TL           | 0               | 0               |                    | -                  | -                  |             | -           | -           | 2      | 0      |        |
| Totale carriera | Totale carriera | Totale carriera | 111        | 5          |                 | 3               | 0               |                    | 2                  | 0                  |             | -           | -           | 116    | 5      |        |

## Palmarès
- Campeonato Brasileiro Série B: 1

Palmeiras: 2013